# گائو یوان یوان
گائو یوان یوان (انگلیسی: Gao Yuanyuan؛ زادهٔ ۵ اکتبر ۱۹۷۹) هنرپیشه اهل چین است.

## فیلم شناسی

### فیلم
| سال  | نام                 | نقش         |
| ---- | ------------------- | ----------- |
| 2006 | له‌له‌های اجباری      | ملودی       |
| 2008 | به عشق اعتماد داریم | معلم مدرسه  |
| 2009 | شهر زندگی و مرگ     | جیانگ شویون |
| 2010 | اقیانوس بهشت        | مادر دَفو    |

### مجموعه تلویزیونی
| سال  | نام           | نقش      |
| ---- | ------------- | -------- |
| 2009 | امپراطوری چین | بای شوئِه |